# Erigone tepena
Erigone tepena är en spindelart som beskrevs av Arthur M. Chickering 1970. Erigone tepena ingår i släktet Erigone och familjen täckvävarspindlar.
Artens utbredningsområde är Jamaica. Inga underarter finns listade i Catalogue of Life.